# Myrmecaelurus grandaevus
Myrmecaelurus grandaevus is een insect uit de familie van de mierenleeuwen (Myrmeleontidae), die tot de orde netvleugeligen (Neuroptera) behoort. 
Myrmecaelurus grandaevus is voor het eerst wetenschappelijk beschreven door Navás in 1932.